# Mohamed Mbougar Sarr
Mohamed Mbougar Sarr (Dakar, 1990) es un escritor senegalés en francés que fue reconocido con el Premio Goncourt (2021).

## Biografía
Su padre es médico y pasó su infancia con una familia numerosa en Diourbel.
Estudió en el pritaneo militar de Saint-Louis y más tarde en Francia en el  liceo Pierre-d'Ailly de Compiègne y la Escuela de Estudios Superiores en Ciencias Sociales (EHESS).
En noviembre de 2021, recibió el premio Goncourt, considerado el más importante de las letras francesas, por la novela La plus secrète mémoire des hommes (La más recóndita memoria de los hombres), convirtiéndose en el primer senegalés en recibir este galardón.

## Premios
- Prix Stéphane-Hessel, 2014
- Prix Ahmadou-Kourouma, 2015
- Grand prix du roman métis, 2015[4]
- Prix Goncourt, 2021

## Obras
- 2014: La Cale
- 2015: Terre ceinte
- 2017: Silence du chœur. Éditions Présence Africaine.
- 2018: De purs hommes. Éditions Philippe Rey (Hombres puros, trad. Rubén Martín Giráldez, Anagrama, 2024)
- 2021: La Plus Secrète Mémoire des hommes (La más recóndita memoria de los hombres, 2022)